# Ницовкра (Лакский район)
Ницовкра — упразднённое село в Лакском районе Дагестана. На момент упразднения входило в состав Дучинского сельсовета. В 1944 году все население села переселено в село Барчхойотар Новолакского района.

## Географическое положение
Село располагалось в 3 км к западу от районного центра — села Кумух на реке Нуцукунурат.

## История
До вхождения Дагестана в состав Российской империи селение входило в состав Казикумухского ханства. Затем центр Ницовкринского сельского общества Мугарского наибства Казикумухского округа Дагестанской области. В 1895 году селение состояло из 53 хозяйств. По данным на 1926 год село состояло из 64 хозяйств. В административном отношении входило в состав Хутынского сельсовета Лакского района. С 1935 года в составе Дучинского сельсовета. 
В 1944 году, после депортации чеченского населения с Северного Кавказа, все население села (5 хозяйств) были переселены в село Барчхой (переименованное в Ницовкра) бывшего Ауховского района.
В 2020 году в село провели электричество. В селе функционирует 7 домовладений. Ведутся восстановительные работы исторической мечети.

## Население
| Год       | 1895 | 1908 | 1926 | 1939 | 1944 |
| --------- | ---- | ---- | ---- | ---- | ---- |
| Население | 304  | 156  | 205  | 249  | 165  |

По переписи 1926 года в селе проживал 205 человек (61 мужчина и 144 женщины), из которых: лакцы — 100 %. Кроме того числилось 69 отходников.

## Известные уроженцы
В селе Ницовкра родился общественный и религиозный деятель Сайфуллах-кади Башларов.